# Claudia Durastanti
Claudia Durastanti (ur. 1984 w Brooklynie) – włoska pisarka i tłumaczka.

## Życiorys
Urodziła się w 1984 roku w Brooklynie w rodzinie głuchych włoskich imigrantów. Po separacji rodziców, w wieku sześciu lat przeniosła się z matką do wioski w regionie Basilicata. Studiowała antropologię kulturową na Uniwersytecie Rzymskim „La Sapienza”, po czym kontynuowała naukę na Uniwersytecie De Montfort. W Rzymie uzyskała dyplom ukończenia studiów. Współzałożyła festiwal literatury włoskiej w Londynie oraz współpracowała z targami książki w Turynie. 
Zadebiutowała w 2010 roku powieścią Un giorno verrò a lanciare sassi alla tua finestra, która została wyróżniona nagrodą Premio Mondello Giovani. Jej autobiograficzna powieść La straniera (2019) znalazła się w finale Nagrody Stregi oraz wygrała Premio Pozzale Luigi Russo i Premio Strega Off. Dzieło przetłumaczono na 21 języków. 
Durastanti współpracuje z redakcjami dzienników „La Repubblica” oraz „Internazionale”, pisała także dla anglojęzycznych periodyków „Granta”, „Bomb” i „Los Angeles Review of Books”. Zajmuje się przekładem z angielskiego na włoski; przetłumaczyła dzieła Joshuy Cohena, Donny Haraway, Oceana Vuonga a także powieść Wielki Gatsby. 

## Dzieła
- Un giorno verrò a lanciare sassi alla tua finestra, 2010[4]
- A Chloe, per le ragioni sbagliate, 2013[4]
- Cleopatra va in prigione, 2016[4]
- La straniera, 2019[5], wyd. pol.: Obca, tłum. Tomasz Kwiecień, Wydawnictwo Czarne, 2024[6]